# 魔界大戰
《魔界大战》是由日本一软件和Clover Lab开发、Clover Lab运营的策略角色扮演游戏，对应Android和iOS平台。游戏2018年2月开始运营，2022年10月21日停止服务。